# Stichillus major
Stichillus major är en tvåvingeart som beskrevs av Schmitz 1932. Stichillus major ingår i släktet Stichillus och familjen puckelflugor. Inga underarter finns listade i Catalogue of Life.